# Lafayette Circus (Manhattan)
Le Lafayette Circus ou Lafayette Circus Theatre voit le jour à Manhattan en 1825 : c'est une arène dédiée au cirque équestre ; en 1826-1827, il est transformé en salle de théâtre avec fosse d'orchestre et accastillage (poulies, cordes, superstructures). Il était équipé pour des hippodrames et des spectacles aquatiques. L'édifice est détruit par un incendie en 1829.

## Histoire
Le Lafayette Circus (du nom de Gilbert du Motier de La Fayette) est construit au coin de Laurens Street (aujourd'hui West Broadway) et de Grand Street par Charles W. Sandford (en), un juriste et homme d'afffaires qui mena une vie excentrique de 1796 à 1878 et fut l'un des mondains célèbres de New York. Avocat, il était membre de l'Association du Barreau de New York et était également promoteur foncier et spéculateur. En 1822, Charles Sanford commence à acheter des parcelles sur Canal Street et Laurens Street pour un nouveau centre d'affaires à la limite nord de la ville. Il a dans l'idée que si le bloc de bâtiments peut être loué comme bureaux, magasins et résidences, il pourra réaliser un bénéfice à mesure que leur valeur augmentera. Le luxe d'avoir un cirque à proximité ferait grimper le prix des terrains environnants et augmenterait le nombre de visiteurs dans le quartier. Le nouvel établissement devient l’attraction principale du quartier. Le 27 février 1825, le tout premier spectacle hippodramatique sur le sol américain est créé au Lafayette lorsque les deux derniers actes de Richard III furent mis en scène avec des chevaux. L'hippodrame, à la fois théâtre et cirque était une invention récente issue des spectacles de cirque et d'équitation du XVIIIe siècle. Il apparaît en Angleterre et en  France et se répand rapidement aux États-Unis. Le Lafayette Circus est le premier théâtre américain spécialement conçu pour l'hippodrame, suivi ensuite par l'amphithéâtre de Philadelphie et par l'amphithéâtre romain de Baltimore.

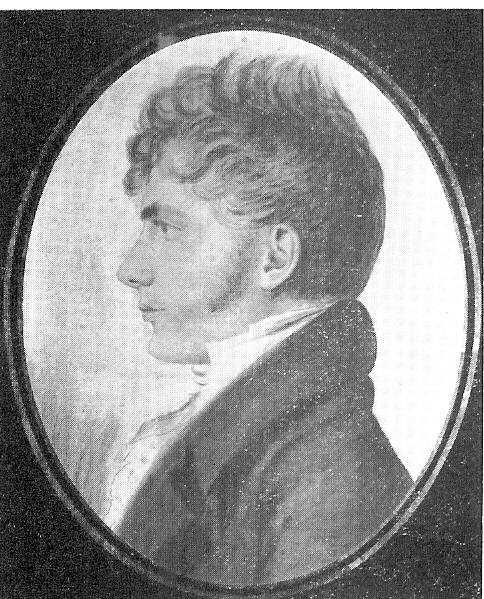
Portrait de Peter Grain.

Les spectacles attirent les classes populaires, constituées d'ouvriers et de marins « prêts à l'émeute à la moindre provocation » ; « en fait, une grande partie des troubles publics (rowdyism, houliganisme) répertoriés au milieu des années 1820 » a lieu au cirque Lafayette. On a dénombré onze émeutes au théâtre à New York entre 1825 et 1830, dont quatre au Lafayette. Des émeutres et des bagarres entre gangs notables sont documentées en décembre 1825, et en juillet 1826, lorsqu'un gardien tentant d'expulser une prostituée échappa de justesse à la foule,.
Mais les drames équestres et autres spectacles para-théâtraux sont un échec financier. En 1826 le cirque est vendu et devient le Lafayette Theatre, redessiné par Peter Grain (en), architecte et décorateur de théâtre. En octobre 1827, le New York Mirror décrit le bâtiment comme « le plus grand et le plus splendide jamais érigé à des fins théâtrales aux États-Unis. La scène, avec ses décors et ses machines, dépasse toutes les tentatives précédentes dans ce pays ». Mesurant près de 30 mètres de large et 36 de profondeur, la scène surpassait celle des États-Unis ou du Royaume-Uni. Le public n'avait pas de sièges, sauf dans les loges et dans une fosse surélevée. L'intérieur est décrit avec des halls spacieux et vitrés, une salle élégante en forme de dôme, bien ventilée et comprenant un lustre à gaz. Un agencement d'éclairage moderne évite d'avoir des portiques de lampes de scène (lamp ladders) et permet d'ouvrir toute la largeur de la scène aux spectateurs.

## Sources
- Banham, Martin (1995). Cambridge Guide to Theatre. Cambridge University Press. p. 1136.  (ISBN 9780521434379).
- Bank, Rosemary (1997). Theatre Culture in America, 1825-1860. Cambridge University Press.  (ISBN 978-0521563871).
- Gilje, Paul A. (1987). The road to mobocracy: popular disorder in New York City, 1763-1834. UNC Press. p. 251.  (ISBN 978-0807841983).
- McArthur, Benjamin (2007). The man who was Rip van Winkle: Joseph Jefferson and nineteenth-century American theatre. Yale University Press.  (ISBN 978-0300122329).
- Montilla, Robert Barry (1974). The History of the Lafayette Theatre. 1825-29. Print.
- Odell, George (1928). Annals of the New York Stage. Columbia New York. Columbia University Press. Print.
- Witham, Barry (1996). Theatre in the United States: 1750-1915, theatre in the colonies and United States. Cambridge University Press.  (ISBN 978-0521308588).
- "The Drama: Lafayette Theatre". New-York Mirror. Vol. V, no. 13. October 6, 1827. p. 102. a section of the city which has sprung into existence, and arrived at maturity in so short a period...